# Euryproctus ramis
Euryproctus ramis là một loài tò vò trong họ Ichneumonidae.